# Volta Redonda Futebol Clube
El Volta Redonda Futebol Clube és un club de futbol brasiler de la ciutat de Volta Redonda, a l'estat de Rio de Janeiro. Va ser fundat el 9 de febrer de 1976.

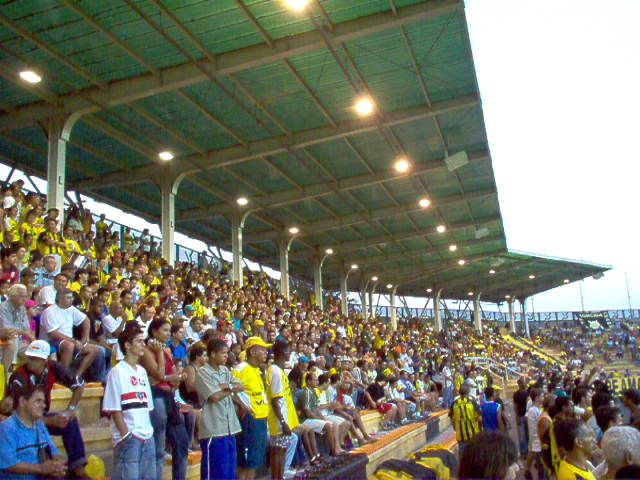
Estadi Raulino de Oliveira

L'any 1975 els dos principals equips de la ciutat eren el Clube de Regatas do Flamengo de Volta Redonda (no confondre amb el Clube de Regatas do Flamengo de la ciutat de Rio de Janeiro), comunament conegut com Flamenguinho; i el Guarani Esporte Clube. Aquest mateix any, els estats de Rio de Janeiro i Guanabara es van fusionar. A causa de la fusió dels dos estats, també es van fusionar la Federação Carioca de Futebol (federació de futbol de la ciutat de Rio de Janeiro) i la Federação Fluminense de Desportos (federació de les ciutats interiors de l'actual estat de Rio de Janeiro). Inicialment es pensà en que el Flamenguinho fos el representant de la ciutat en el nou campionat carioca, resultat de la fusió del propi campionat carioca i el campionat fluminense, però finalment s'acordà crear un nou club amb el nom Volta Redonda Futebol Clube amb els colors groc, negre i blanc representatius del municipi de Volta Redonda.

## Palmarès
- Campeonato Brasileiro Série C:
  - 2024
- Campeonato Brasileiro Série D:
  - 2016
- Copa Rio:
  - 1994, 1995, 1999, 2007, 2022
- Campionat carioca de segona divisió:
  - 1987, 1990, 2004, 2022
- Campionat carioca femení:
  - 2009
- Taça Guanabara:
  - 2005
- Taça Rio:
  - 2016
- Taça Independência:
  - 2020
- Campeonato do Interior Copa Rio:
  - 1994, 1995
- Taça Santos Dumont:
  - 2022